# Farmakokinetika
Farmakokinetika je oblastí farmakologie, která se zabývá zkoumáním a popisem osudu léčiv v organismu, a to od jejich podání až po vyloučení.

## Osud léčiva v organismu
Farmakokinetika popisuje osud léčiva po podání do organismu a rozlišuje následující fáze:
- absorpce (vstřebávání) – v závislosti na povaze fyzikálně-chemické povaze látky, lékové formě, způsobu podání atd.;
- distribuce – transport léčiva do tkání, přestup přes biologické bariéry;
- metabolismus, též biotransformace – biochemické přeměny léčiva v tkáních, zejména pak v játrech.

Metabolizace buď vede k inaktivaci léčiva, nebo naopak k tvorbě aktivní formy;
- eliminace (vyloučení) – močí, žlučí, stolicí, potem, dechem atd.

## Biologická dostupnost
Biologická dostupnost je údaj, který vyjadřuje procento podané dávky, které je organismem využito. Biologickou dostupnost ovlivňuje hlavně vstřebatelnost látky (nejčastěji po perorálním podání, per os, p. o.), degradace látky ještě před vstřebáním, léková forma a tzv. efekt prvního průchodu játry (first-pass effect), který často podstatným způsobem sníží množství podané dávky v krvi. Biologická dostupnost se vztahuje k podání léčiva injekcí přímo do žíly (intravenózně, intra venam, i. v.). Při tomto způsobu podání je biologická dostupnost počítána jako 100 %.
Pro účely zjištění biologické dostupnosti se stanovuje plocha pod koncentrační křivkou (area under curve), která vyjadřuje časový průběh koncentrace podaného léčiva v krevní plazmě. Absolutní biologická dostupnost při perorálním podání se vypočítá jako poměr plochy pod křivkou při perorálním podání vztažené k ploše pod křivkou při intravenózním podání stejné dávky:
Fabs = AUCp. o. / AUC i. v. (x 100 %)
Analogicky lze stanovit biologickou dostupnost i při jiných způsobech podání.

## Distribuční objem
Distribuční objem, nebo také zdánlivý distribuční objem, je definován jako teoretický objem, ve kterém by se muselo celkové množství podaného léku rovnoměrně rozpustit, aby bylo dosaženo stejné koncentrace léčiva jako v krvi.
Distribuční objem se uvádí v litrech nebo v litrech na kilogram tělesné hmotnosti a stanovuje se pomocí následujícího vztahu:
Vd = D / cp,
kde Vd je distribuční objem, D je dávka léku a cp je koncentrace léku v krevní plazmě.
Látky s nízkou molekulovou hmotností, které se snadno rozpouštějí ve vodě (např. etanol nebo některé sulfonamidy), se rovnoměrně distribuují do celého objemu vody v těle. Některé léky se specificky distribuují do určitého typu tkáně. Většina léků vykazuje nejednotnou distribuci, která je dána jejich schopností procházet membránami buněk, jejich rozdílnou rozpustností ve vodě a v tucích, rozdílnými fyzikálně-chemickými vlastnostmi a různou schopností vázat se na krevní a tkáňové bílkoviny.
V tabulce jsou uvedeny přibližné hodnoty objemů pro některé tělní tekutiny:
| Druh tělní tekutiny     | Objem v litrech | Objem v l/kg |
| ----------------------- | --------------- | ------------ |
| krevní plazma           | 3 - 4           | 0,04         |
| extracelulární kapalina | 13 - 16         | 0,2          |
| intracelulární kapalina | 25 - 28         | 0,4          |
| celkový objem vody      | 40 - 46         | 0,6          |

Některé látky se specificky vážou např. do lipidových struktur (tukových tkání) a koncentrace léku v krvi je pak velmi nízká. U takových léků je hodnota distribučního objemu mnohem větší než celkový tělesný objem. Údaje o distribučním objemu je možné najít v příbalovém letáku příslušného léku.
V následující tabulce jsou uvedeny hodnoty distribučních objemů některých léků:
| Lék        | Distribuční objem v l/kg |
| ---------- | ------------------------ |
| Warfarin   | 0,14                     |
| Acylpyrin  | 0,17 - 0,20              |
| Gentamicin | 0,25                     |
| Lokren     | 6                        |